# Manfred Rommel
Manfred Rommel (Stuttgart, 24 december 1928 – aldaar, 7 november 2013) was een Duits burgemeester. Hij was lid van de politieke partij CDU.
Rommel studeerde rechten aan de Eberhard-Karls-Universiteit in Tübingen. Vanaf 1956 was hij een hoge ambtenaar in de deelstaat Baden-Württemberg. In 1971 werd hij staatssecretaris op het departement Financiën in deze deelstaat.
In 1974 werd Rommel tot burgemeester van Stuttgart gekozen. Hij was zeer populair en werd in 1982 en 1990 met een stemmenpercentage van rond de 70 procent herkozen. Zijn beleid was liberaal en tolerant met grote aandacht voor financiële orthodoxie, openbaar vervoer en een voorbeeldige integratie van vreemdelingen. 
Rommel veroorzaakte wat ophef doordat hij tijdens zijn ambtstermijn de lichamen van drie leden van de Rote Armee Fraktion, na hun zelfdoding in de gevangenis van Stuttgart-Stammheim in oktober 1977, in gezamenlijkheid liet begraven op het plaatselijke Dornhaldenfriedhof. 
In 1996 nam hij afscheid als burgemeester. Hij kreeg voor zijn verdiensten in datzelfde jaar de Orde van Verdienste. Binnen deze orde werd Manfred Rommel uiteindelijk bevorderd tot de hoge rang van "Großes Verdienstkreuz" (Commandeur) (in 1978) mit Stern (bevordering tot Grootofficier, in 1989) und Schulterband (bevordering tot "grootkruis aan grootlint" of Grootkruis 1996) des Verdienstordens der Bundesrepublik Deutschland" oftewel Grootkruis. Manfred Rommel werd veel onderscheiden, zo was hij ook Grootofficier in de Orde van Oranje-Nassau. Na zijn politieke carrière was Rommel actief als spreker en schrijver. Hij leed aan de Ziekte van Parkinson.
Manfred Rommel was de zoon van Erwin Rommel, die generaal-veldmaarschalk was tijdens de Tweede Wereldoorlog. De jongen was thuis toen zijn vader door twee generaals werd overgehaald tot een gedwongen zelfdoding. Zelf had Manfred Rommel in 1944 gediend bij een luchtdoelbatterij.
Hij is in 2013 overleden op 84-jarige leeftijd.
- Bibliothèque nationale de France: cb12882260c (data)
- Gemeinsame Normdatei: 118602462
- International Standard Name Identifier: 0000 0001 0933 3133
- Library of Congress Control Number: n81123290
- Nationale Bibliotheek van Tsjechië: osd2015889731
- Nationale Bibliotheek van Polen: a0000003147830
- Nederlandse Thesaurus van Auteursnamen: 080530060
- SNAC: w62f7kmp
- Système universitaire de documentation: 059174862
- Trove: 1276191
- Virtual International Authority File: 109497727
- WorldCat: E39PBJrgKfj6D6bW4cJ7vPX8G3